# Friso Emons
Friso Emons (Tilburg, 5 oktober 1998) is een Nederlands shorttracker.

## Persoonlijke records[1]
| Afstand    | Tijd     | Datum            | Locatie              | Locatie                          |
| Afstand    | Tijd     | Datum            | Baan                 | Plaats                           |
| ---------- | -------- | ---------------- | -------------------- | -------------------------------- |
| 500 meter  | 41,460   | 3 januari 2021   | Thialf               | Heerenveen, Nederland            |
| 1000 meter | 1.23,805 | 11 november 2018 | Salt Lake Ice Center | Salt Lake City, Verenigde Staten |
| 1500 meter | 2.12,334 | 10 november 2018 | Salt Lake Ice Center | Salt Lake City, Verenigde Staten |
| 3000 meter | 4.52,313 | 20 oktober 2019  |                      | Bormio, Italië                   |

Bibi Arts · Teun Boer · Hugo Bosma · Zoë Deltrap · Friso Emons · Kay Huisman· Yara van Kerkhof · Niels Kingma · Sjinkie Knegt · Daan Kos · Itzhak de Laat · Diede van Oorschot · Selma Poutsma · Sven Roes · Suzanne Schulting · Bram Steenaart · Michelle Velzeboer · Xandra Velzeboer · Jens van 't Wout · Melle van 't Wout

Bondscoach: Niels Kerstholt

Assistent-coach: Kip Carpenter · Haralds Silovs